# Police nad Metují
Police nad Metují (deutsch Politz an der Mettau) ist eine Stadt im Okres Náchod in der Region Královéhradecký kraj in Tschechien. Sie liegt 17 Kilometer nordöstlich von Náchod.

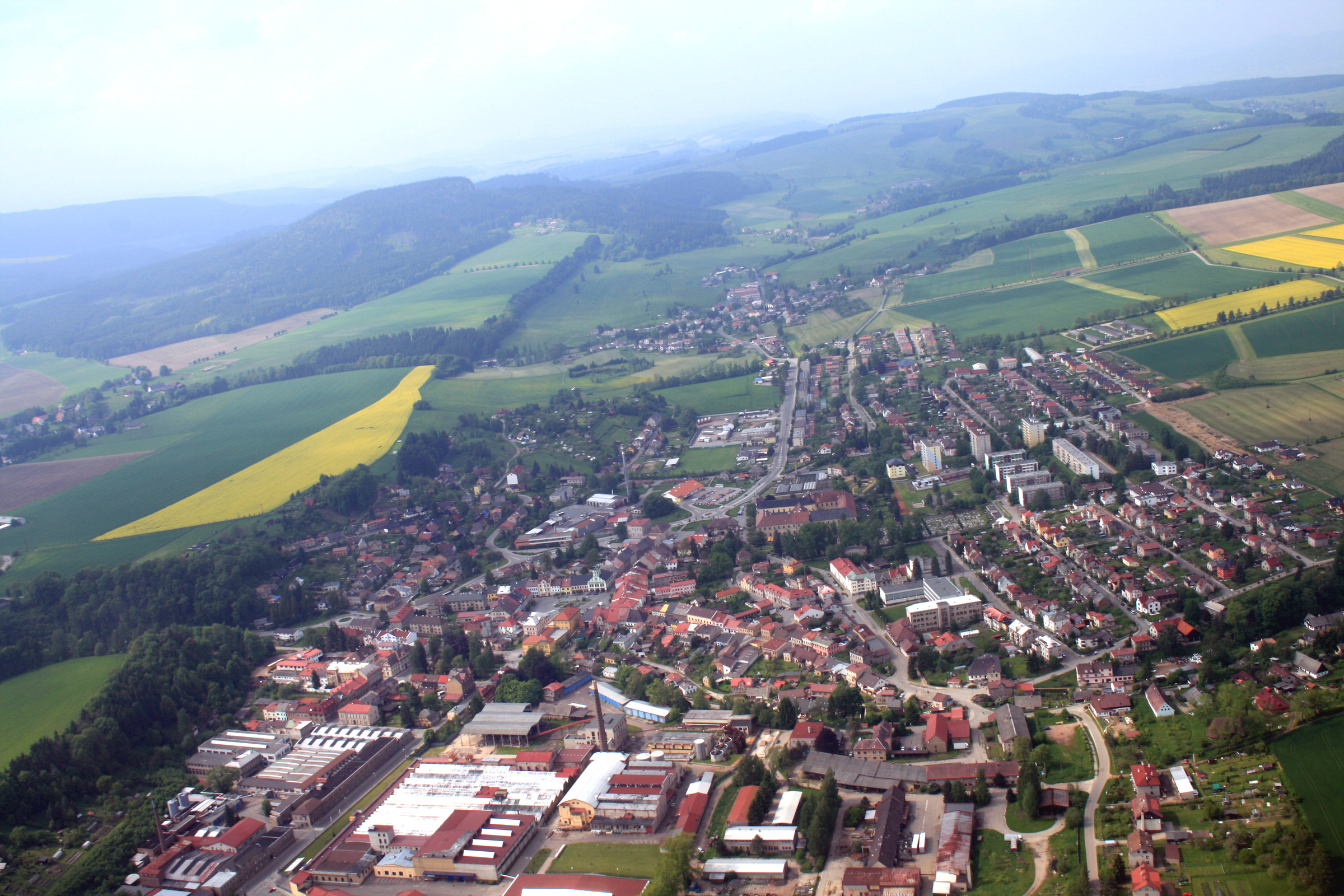
Luftbild

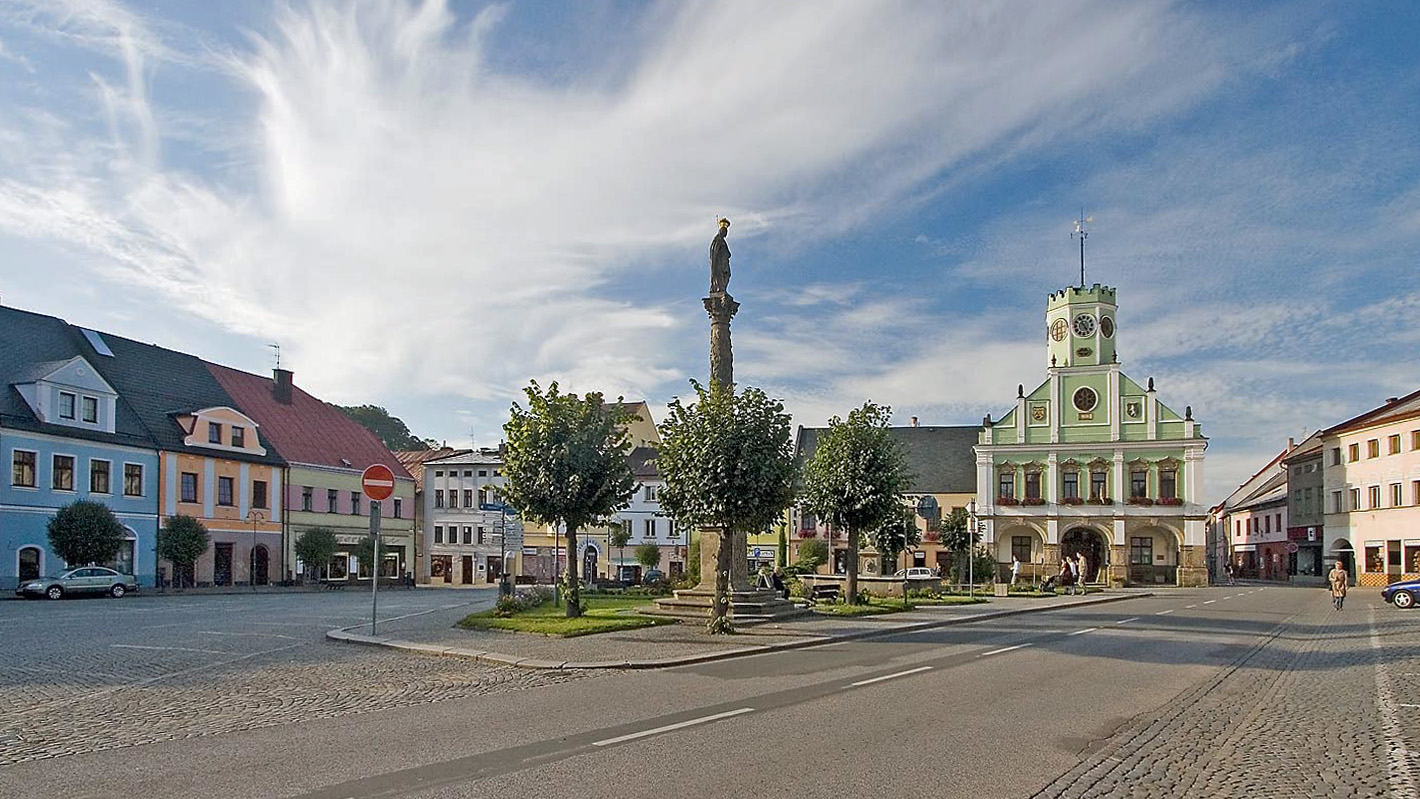
Police nad Metují

## Geographie
Police nad Metují liegt im Tal der Ledhujka am Rand der Braunauer Wände. Nachbarorte sind Hony (Hutberg) und Pěkov (Piekau) im Norden, Hlavňov im Nordosten, Suchý Důl im Osten, Bělý und Machov im Südosten, Bezděkov, Vysoká Srbská und Velké Petrovice im Süden, Stárkov und Vlásenka im Westen und Lachov im Nordwesten.

## Geschichte

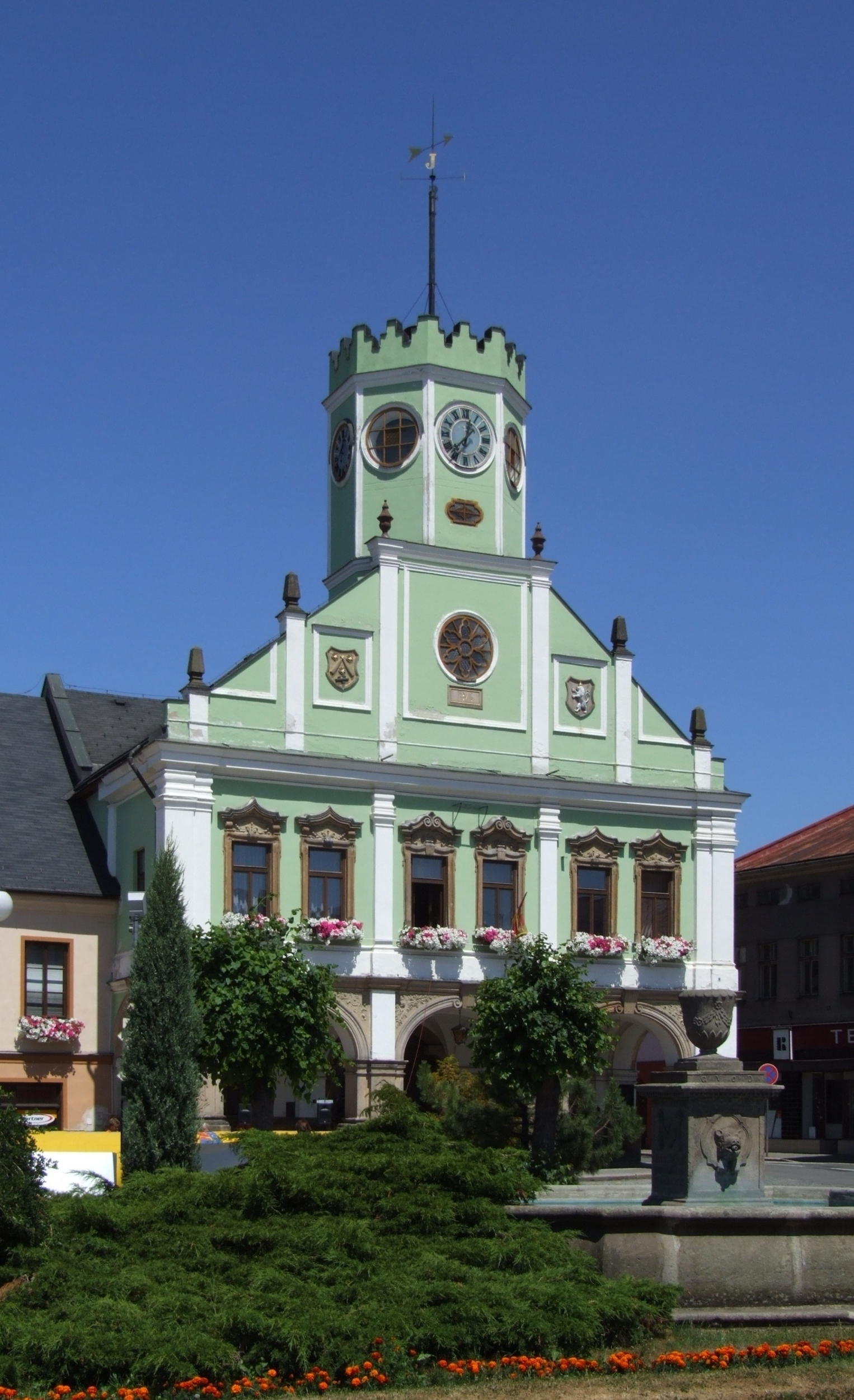
Police nad Metují: Rathaus

Die Kolonisation des Politzer Gebietes (Polický újezd) geht auf die Benediktiner des Klosters Břevnov zurück. Diesem schenkte der böhmische König Ottokar I. den Politzer Sprengel mit dem Auftrag, das zugewiesene Land zu kolonisieren und zu kultivieren. Abt Martin I. von Břevnov gründete in Politz eine Propstei, von der die weitere Geschichte und Entwicklung von Politz stark geprägt wurden.
Erstmals urkundlich erwähnt wurde Politz am 6. September 1253 in einer Urkunde des Königs Ottokar II., mit der er dem Břevnover Abt Martin I. die Übertragung des Marktes von Provodov nach Politz, das bereits den Status eines Städtchens besaß, genehmigte. Am 9. August 1254 wurde in einer lateinisch verfassten Urkunde die Grenze zwischen der Herrschaft Nachod und dem Břevnover Filialkloster Politz festgelegt. Sie verlief von Machau entlang des Srbský potok bis zu deren Einmündung in die Mettau. Am 3. November 1260 bestätigte König Ottokar II. Přemysl dem Kloster Břevnov das Gebiet des Politzer Sprengels sowie das Gebiet hinter den Braunauer Wänden, das bis dahin zum Glatzer Land gehört hatte und das sich das Kloster vorher zu Unrecht angeeignet hatte.
Um 1295 war das Städtchen Mittelpunkt einer Herrschaft, die von den Politzer Pröpsten verwaltet wurde. Von Politz aus wurde 1322 das Kloster Braunau gegründet. Ab der Mitte des 14. Jahrhunderts gehörte es zum altböhmischen Königgrätzer Kreis. Während der Hussitenkriege wurde Politz im Mai 1421 von den Schlesiern, die auf Seiten des böhmischen Königs Sigismund kämpften und von Braunau über Politz und Náchod nach Prag zogen, niedergebrannt. Zudem wurde die Bevölkerung, die in den naheliegenden Wald am Ostaš geflüchtet war, schwer misshandelt.
Zusammen mit seinem Landeshauptmann Hans von Warnsdorf nahm am 24. April 1472 Herzog Heinrich d. Ä., dem die benachbarte Grafschaft Glatz sowie die angrenzenden Herrschaften Nachod und Hummel gehörten, auf Bitten des Braunauer Abtes Peter kampflos die Stadt Braunau ein. Sie war 1469 vom Feldhauptmann des böhmischen Gegenkönigs Matthias Corvinus, Franz von Hag (František z Hajé), besetzt worden. Dessen ungarische Söldner befanden sich noch immer in der Stadt, die von ihnen drangsaliert wurde. Kurz darauf nahm Heinrich d. Ä. auch das Städtchen Politz ein, das dadurch zusammen mit dem Braunauer Land bis 1483 unter die Herrschaft Heinrichs d. Ä. gelangte. Er inkorporierte Braunau und Politz mit Zustimmung des Königs Vladislav II. seiner Grafschaft Glatz ein. 1479 verpfändete Heinrich d. Ä. Politz zusammen mit Braunau dem Johann von Žeberk (Jan ze Žeberka a z Plané) auf dessen Lebenszeit.
Auch im Dreißigjährigen Krieg wurde die Stadt geplündert und zerstört. Unter dem Braunauer Abt Othmar Daniel Zinke wurden die Klostergebäude erweitert und die Fassade der Klosterkirche nach Plänen von Kilian Ignaz Dienzenhofer umgestaltet. Das Kloster wurde jedoch im Rahmen der Josephinischen Reformen 1785 durch den böhmischen Landesherrn Joseph II. aufgehoben und zugleich Klosterkirche zur Pfarrkirche umgewidmet. Ab 1850 gehörte der Ort zum Gerichtsbezirk Politz bzw. zum späteren Bezirk Braunau.
Wirtschaftlich waren die Leinenherstellung und die damit zusammenhängenden Leinenmärkte von Bedeutung. Im 20. Jahrhundert entwickelten sich die Textilproduktion und der Maschinenbau.

## Gemeindegliederung
Zur Gemeinde gehören die Ortschaften Hlavňov (Groß Labnay), Hony (Hutberg), Pěkov (Piekau), Radešov (Radeschau) und Velká Ledhuje (Groß Ledhuj).

## Städtepartnerschaften
- Saltara, Italien
- Świdnica, Polen

## Sehenswürdigkeiten

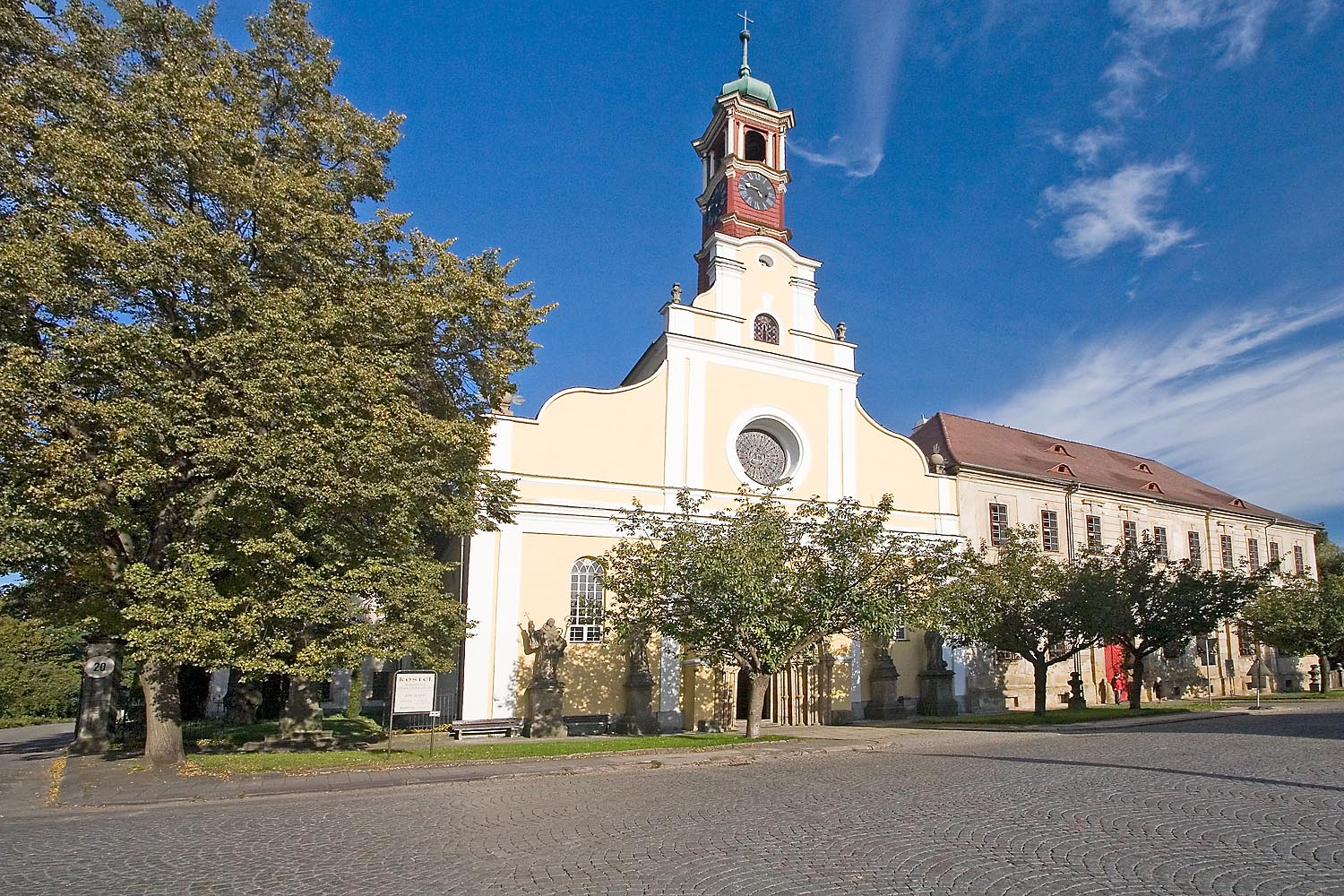
Klosterkirche Mariä Himmelfahrt

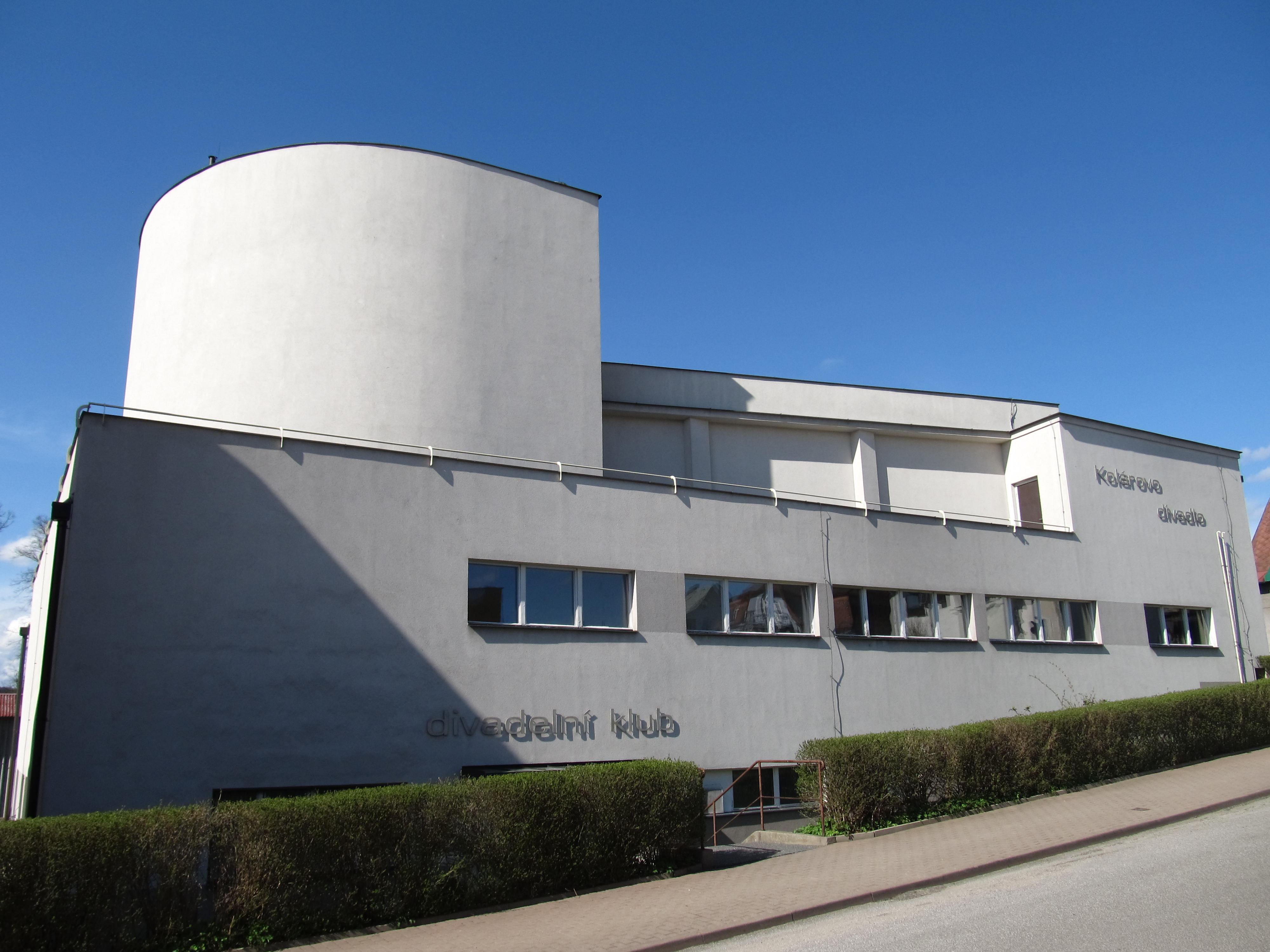
Kolárovo Divadlo

Altes Bauernhaus (1991)

- Die dreischiffige Klosterkirche Mariä Himmelfahrt wurde 1294 erbaut. Sie brannte mehrfach ab und wurde baulich verändert. Erhalten blieb aus der Erbauungszeit das frühgotische, reich mit Pflanzenmotiven dekorierte West-Portal. Die barocke West-Fassade schuf 1723 Kilian Ignaz Dientzenhofer.
- Neben der Kirche stehen die ehemaligen Klostergebäude.
- Das Rathaus wurde im 18. Jahrhundert barockisiert.
- Muzeum stavebnice Merkur, Metallspielzeugmuseum der Firma Merkur.[6]
- Das Stadttheater Kolárovo Divadlo wurde 1939–1940 vom Architekten Čeněk Mužík im Stil des w Funktionalismus errichtet.

## Persönlichkeiten
- Jacob Arlet (1661–1702), Zisterziensermönch, Maler und Kupferstecher
- Václav Vladivoj Tomek (1818–1905); Historiker, verbrachte seine Ferien in Politz und erforschte dessen Geschichte; ab 1881 Ehrenbürger von Politz.
- Hanuš Wihan (1855–1920), Cellist, Professor für Violoncello am Prager Konservatorium